# Ayoze Díaz Díaz
Ayoze Díaz Díaz, kurz Ayoze (* 25. Mai 1982 in La Laguna, Kanaren) ist ein ehemaliger spanischer Fußballspieler.

## Spielerkarriere
Der Kanarier Ayoze stammt aus der Jugend von CD Teneriffa. Bei Teneriffa spielte er zunächst von 1999 bis 2002 bis auf wenige Ausnahmen im B-Team, ehe er nach drei Jahren in die erste Mannschaft befördert wurde. In der Saison 2002/03 war er Stammspieler in der Segunda División. Dort konnte er sich für ein Engagement beim spanischen Erstligisten Racing Santander empfehlen. Dort kam er drei Jahre lang regelmäßig zum Einsatz, bevor er 2006 zum ambitionierten Zweitligisten Ciudad de Murcia wechselte. Auch dort wurde er auf Anhieb Stammspieler, verließ den Verein nach nur einem Jahr jedoch schon wieder in Richtung Ex-Club Racing, da Ciudad de Murcia zerschlagen wurde.